# Shaun Goater
Leonard Shaun Goater (ur. 25 lutego 1970) – piłkarz bermudzki, który występował na pozycji napastnika.
Goater swoją piłkarską karierę rozpoczął w klubach z Hamilton - North Village i Boulevard. W 1989 roku podpisał swój pierwszy juniorski kontrakt z Manchesterem United, jednak nie zagrał żadnego spotkania. W tym samym roku przeszedł do występującego wtedy w Division Two Rotherham United, dla którego rozegrał ponad 200 meczów. W latach 1996–1998 występował również na tym samym poziomie ligowym w Bristol City.
W 1998 roku przeszedł za 400 000 funtów do Manchesteru City, zespołu, który spadł z 2. ligi; było to wówczas najgorsze osiągnięcie w historii tego klubu. Shaun Goater zdobył 101 bramek dla The Citizens, a w sezonie 2000/01 oraz 2002/2003 grał w najwyższej klasie rozgrywkowej w Anglii - Premier League.
W 2003 roku odszedł z klubu po nieporozumieniach z ówczesnym menadżerem Kevinem Keeganem. Podpisał kontrakt z Reading. Prezes John Madejski powiedział, że był to jeden z największych transferów w historii Reading FC. Ostatnim jego klubem na Wyspach Brytyjskich był Southend United.
Shaun Goater wystąpił 36 razy w reprezentacji Bermudów i zdobył 32 bramki.
W 2003 roku został odznaczony Kawalerią Orderem Imperium Brytyjskiego (MBE) za zasługi na rzecz rozwoju sportu dzieci i młodzieży na Bermudach.